# Sorradile
Sorradile (sardinsky: Sorradìle) je italská obec (comune) v provincii Oristano v regionu Sardinie. Nachází se ve výšce 337 metrů nad mořem a má 345 obyvatel. Rozloha obce je 26,34 km².